# John McAreavey
John McAreavey (Drumnagally, 2 febbraio 1949) è un vescovo cattolico britannico, dal 26 marzo 2018 vescovo emerito di Dromore.

## Biografia
Monsignor John McAreavey è nato a Drumnagally, vicino a Banbridge, il 2 febbraio 1949 da John e Mary McAreavey. Ha due sorelle e due fratelli.

### Formazione e ministero sacerdotale
Ha ricevuto la sua istruzione primaria presso la Ballyvarley School e poi presso la Abbey Primary School di Newry. Ha ricevuto la sua istruzione secondaria al St. Colman's College di Newry. Nel settembre del 1966 è stato ammesso al St Patrick's College di Maynooth dove nel 1969 ha conseguito un Bachelor of Arts in lingue moderne e nel 1972 un Bachelor of Divinity.
Il 10 giugno 1973 è stato ordinato presbitero per la diocesi di Dromore. L'anno successivo ha conseguito la licenza in sacra teologia presso il St Patrick's College di Maynooth. Dal 1974 al 1979 ha compiuto gli studi per il dottorato in diritto canonico presso la Pontificia Università Gregoriana di Roma.
Dal 1978 al 1979 ha insegnato al St. Colman's College di Newry. Nel 1979 anno è stato nominato giudice del tribunale matrimoniale regionale di Armagh. Dal 1983 al 1991 è stato capo del tribunale. Nel frattempo, nel 1988 è stato nominato professore di diritto canonico al St Patrick's College di Maynooth. Mentre era lì ha scritto diverse opere e nel 1997 ha pubblicato il suo testo più notevole: "The canon law of marriage and the family". È stato membro del comitato editoriale dell'Irish Theological Quarterly dal 1998. È anche membro della Canon Law Society of Great Britain and Ireland e della Canon Law Society of America. Nel 1994 è diventato segretario del Comitato per la conferenza ecumenica di Greenhills.
Durante tutto il suo ministero è stato coinvolto nella cura pastorale di fidanzati e coppie sposate. Parla bene il gaelico ed è membro del comitato di Coláiste Bhríde di Ranafast. Parla fluentemente anche italiano, tedesco e francese.

### Ministero episcopale
Il 4 giugno 1999 papa Giovanni Paolo II lo ha nominato vescovo di Dromore. Ha ricevuto l'ordinazione episcopale il 19 settembre successivo nella cattedrale di San Patrizio e San Colman di Newry dall'arcivescovo metropolita di Armagh Seán Baptist Brady, coconsacranti il vescovo di Cloyne John Magee e il vescovo emerito di Dromore Francis Gerard Brooks. Durante la stessa celebrazione ha preso possesso della diocesi.
Nel novembre del 2012 è stato annunciato che avrebbe preso un anno sabbatico dalla gestione della diocesi. Dopo una pausa di sei mesi che ha compreso un periodo di studi e viaggi all'estero, nel 2013 ha ripreso le sue funzioni. È stato tra i primi vescovi a sviluppare il diaconato permanente nella sua diocesi e nel giugno del 2014 ha ordinato i primi due diaconi.
Nel febbraio del 2018 John McAreavey è stato oggetto di intense critiche da parte dei media sulla sua gestione delle accuse di scandalo sessuale verso un sacerdote della sua diocesi, padre Malachy Finnegan. Pur non essendo accusato di cattiva condotta sessuale, il vescovo è stato criticato per l'aver officiato il funerale di padre Finnegan nel 2002. Il 1º marzo 2018 ha presentato la sua rinuncia al governo pastorale della diocesi a papa Francesco che la ha accettata il 26 dello stesso mese.

## Genealogia episcopale
La genealogia episcopale è:
- Cardinale Scipione Rebiba
- Cardinale Giulio Antonio Santori
- Cardinale Girolamo Bernerio, O.P.
- Arcivescovo Galeazzo Sanvitale
- Cardinale Ludovico Ludovisi
- Cardinale Luigi Caetani
- Cardinale Ulderico Carpegna
- Cardinale Paluzzo Paluzzi Altieri degli Albertoni
- Papa Benedetto XIII
- Papa Benedetto XIV
- Papa Clemente XIII
- Cardinale Giovanni Carlo Boschi
- Cardinale Bartolomeo Pacca
- Papa Gregorio XVI
- Cardinale Castruccio Castracane degli Antelminelli
- Cardinale Paul Cullen
- Arcivescovo Joseph Dixon
- Arcivescovo Daniel McGettigan
- Cardinale Michael Logue
- Cardinale Joseph MacRory
- Cardinale John Francis D'Alton
- Cardinale William John Conway
- Cardinale Cahal Brendan Daly
- Cardinale Seán Baptist Brady
- Vescovo John McAreavey